# RS-210
Pour les articles homonymes, voir Route 210.
La RS-210 est une route locale du Nord-Ouest de l'État du Rio Grande do Sul qui relie la BR-472, dans la municipalité de Boa Vista do Buricá, à la BR-468, sur la commune de Campo Novo. Elle dessert Boa Vista do Buricá, São Martinho et Campo Novo, et est longue de 28,710 km.